# 1776 en santé et médecine
| Années de la santé et de la médecine : 1773 - 1774 - 1775 - 1776 - 1777 - 1778 - 1779    |
| Décennies de la santé et de la médecine : 1740 - 1750 - 1760 - 1770 - 1780 - 1790 - 1800 |

Cet article présente les faits marquants de l'année 1776 en santé et médecine.

## Événements
- 29 avril : arrêt du conseil du roi Louis XVI qui crée la Commission de médecine à Paris pour tenir une correspondance avec les médecins de province pour tout ce qui peut être relatif aux maladies épidémiques et épizootiques[1]. Par fusion avec la Commission royale de médecine pour l'examen des remèdes particuliers et la distribution des eaux minérales, elle deviendra la Société royale de médecine.

## Publication
- 25 janvier : lecture d'une communication à la Royal Society de Joseph Priestley (1732-1804), intitulée Observations on Respiration and the Use of the Blood, qui décrit le lien entre respiration, sang et air[2]. La communication de Priestley est tout d'abord publiée dans le Philosophical Transactions, la revue de la Royal Society.

## Prix
- Médaille Copley : James Cook (1728-1779), pour un article décrivant la méthode qu'il utilise pour préserver la santé de l'équipage du HMS Resolution.

## Naissances
- 10 janvier : George Birkbeck (mort en 1841), médecin britannique[3].
- 16 janvier : Louis-Antoine Planche (mort en 1840), pharmacien français[4],[5].
- 4 février : Gottfried Reinhold Treviranus (mort en 1837), médecin et mathématicien allemand[6].
- 15 mars : Gerard Troost (mort en 1850), médecin, naturaliste et minéralogiste américano-néerlandais[7].
- 3 avril : François Blanchet (mort en 1830), médecin, propriétaire de biens seigneuriaux et homme politique du Bas-Canada[8].
- 9 juin : Louis Berlioz (mort en 1848), médecin français, père du compositeur Hector Berlioz et connu comme introducteur de l'acupuncture en France[9].
- 17 juin : Jean-Baptiste Clémot (mort en 1852), chirurgien de 1re classe de la Marine et député de la Charente-Maritime en 1815[10].
- 16 juillet : Ludwig Heinrich Bojanus, (mort en 1827), médecin et naturaliste allemand[11].
- 29 juillet : Mathieu François Maxence Audouard (mort en 1856), médecin français[12].
- 14 novembre : Henri Dutrochet (mort en 1847), médecin, botaniste et physiologiste français[13].
- 12 décembre : Antoine Chéreau (mort en 1848), pharmacien français[14].

## Décès
- 13 juin : William Battie (né en 1703), médecin aliéniste anglais[15].
- 28 juin : Augustin Roux (né en 1726), médecin français[16].
- 5 septembre : Anton de Haen (né en 1704), médecin autrichien, chef de la médecine clinique de l'Université de Vienne[17].